# اکجوت (بخش)
اکجوت (به عربی: مقاطعة أکجوجت) یک منطقهٔ مسکونی در موریتانی است که در استان اینشیری واقع شده‌است.